# Raveniola marusiki
Espèce
Raveniola marusiki est une espèce d'araignées mygalomorphes de la famille des Nemesiidae.

## Distribution
Cette espèce est endémique de la province du Golestan en Iran,. Elle se rencontre dans l'Elbourz.

## Description
Le mâle holotype mesure 14,50 mm.

## Étymologie
Cette espèce est nommée en l'honneur de Yuri M. Marusik.

## Publication originale
- Zonstein, Kunt & Yağmur, 2018 : A revision of the spider genus Raveniola (Araneae, Nemesiidae). I. Species from Western Asia. European Journal of Taxonomy, no 399, p. 1-93 (texte intégral).